# 新利曼农村居民点
新利曼农村居民点（俄语：Новолиманское сельское поселение）是俄罗斯联邦沃罗涅日州彼得罗巴甫洛夫卡区所属的一个农村居民点。其下辖有7个居民点，行政中心为新利曼。据2016年统计，该农村居民点的人口为1147人。